# Swan 48

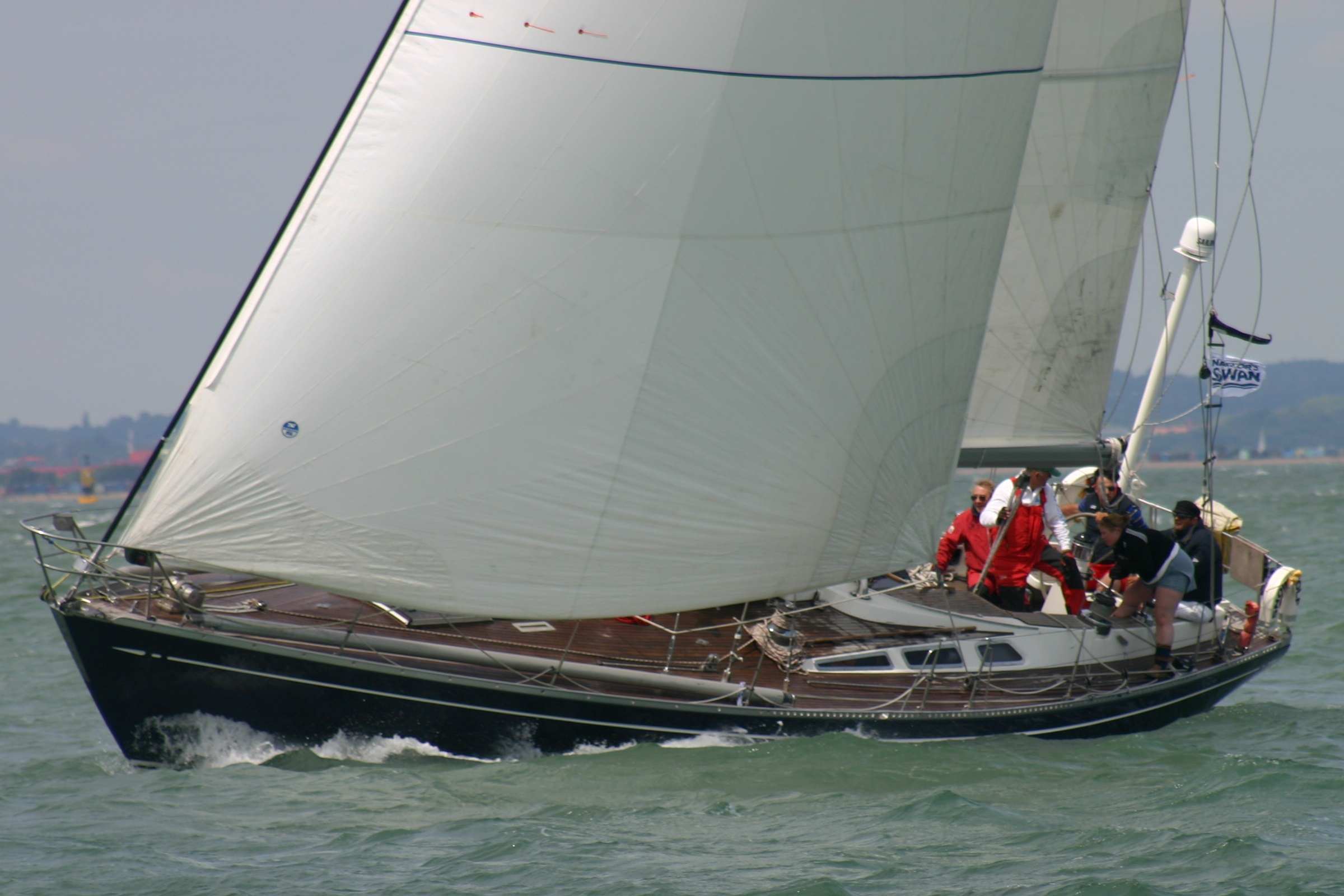
Swan 48 Snow Wolf bei der Regatta 2011 Swan Europeans in Cowes

Swan 48 ist eine Seriensegelyacht des Herstellers Nautor’s Swan in Finnland.
Die Swan 48 besteht aus einem Polyester-Laminat mit Glas/Aramid-Hybridfasern oder bei der Regattaversion aus Vinylester-Laminat. Das Deck ist eine Sandwichkonstruktion mit Schaumkern.
Die Swan 48 gibt es in zwei Versionen, als Regatta-Version und als Cruiser/Racer. Beide haben eine identische Rumpfform. Der Kiel der Regatta-Version hat eine kürzere Basislänge und ist dabei tiefer und etwas leichter als bei der Cruiser/Racer. Die Regatta-Version hat ein 7/8-Rigg als Standard, während die Cruiser/Racer ein traditionelles Topprigg und Roll-Reff-Segel für das reine Fahrtensegeln aufweist. Sie wird auch mit dem 15/16-Rig mit nach achtern führenden Salingen ausgerüstet. Der nach Achtern gewinkelte Bugkorb erleichtert das Setzen eines asymmetrischen Spinnakers, während die zweigeteilte Plicht eine klare Unterteilung für einen aktiven und passiven Bereich bietet beim Fahrtensegeln.

## Konstruktion
Design und Konstruktion stammen von German Frers und dem Nautor-Designteam.

## Einrichtung
Für die Cruiser/Racer Version sind zwei große Doppelkabinen vorgesehen, beide mit Toilettenraum und Dusche, Alternativ kann sie auch mit drei Kabinen gewählt werden, die eine Eignerkabine achtern vorsieht, und im Vorschiff zwei getrennte Gästekabinen mit je zwei übereinander angeordneten Kojen. Jede Kabine hat Zugang zum vorderen WC/Duschraum.

## Einstufung nach deutschem Recht
- Die Swan 48 ist nicht schiffsregisterpflichtig, da sie kleiner als 15 m ist.
- Die Swan 48 ist nicht binnenschiffsregisterpflichtig, da sie keine 15 m³ verdrängt.

## Weblink
- Homepage: Nautor's Swan (englisch)